# Gymnasium Salzhausen
Das Gymnasium Salzhausen liegt in der Lüneburger Heide südlich von Hamburg im Landkreis Harburg. Es dient der Grundversorgung mit einem gymnasialen Angebot im ländlichen Raum.

## Geschichte
Vor dem Jahr 2002 mussten Schüler aus dem Süden das Landkreises Harburg das Gymnasium Winsen (Luhe) oder ein Gymnasium in Lüneburg oder Buchholz in der Nordheide besuchen. Daher beschloss der Kreistag im Mai 2000 die Einrichtung eines neuen Gymnasiums in Salzhausen. Das Schulgebäude wurde in Private-Public-Partnership durch die Deutsche Immobilien Leasing im Jahr 2002 errichtet. Die Kosten beliefen sich auf ca. 7,1 Millionen Euro, die durch den Schulträger, dem Landkreis Harburg, in 20 Jahren abgezahlt werden. Für Lehr- und Lernmittel der Erstausstattung wurden vom Landkreis Harburg ca. 770.000 Euro bereitgestellt.
Der Schulbetrieb in Salzhausen begann mit dem Schuljahr 2002/2003 mit zunächst 188 Schülern der Klassenstufen 7 bis 9. Im Jahr 2009 wurde ein Maximum von 947 Schülern am Gymnasium Salzhausen beschult, das inzwischen durchgehend vierzügig von Klassenstufe 5 bis 13 war.
Das Einzugsgebiet der Schule umfasst die Samtgemeinde Salzhausen und Teile der Samtgemeinde Hanstedt und einige Orte im Landkreis Lüneburg. Die steigenden Schülerzahlen, sowohl durch die Abschaffung der Orientierungsstufe in Niedersachsen als auch durch den Zuzug im Randgebiet Hamburgs, machten 2007 und 2020 jeweils einen Anbau erforderlich. Im Jahr 2008 wurde die gemeinsam mit der benachbarten Oberschule genutzte Mensa eingeweiht.

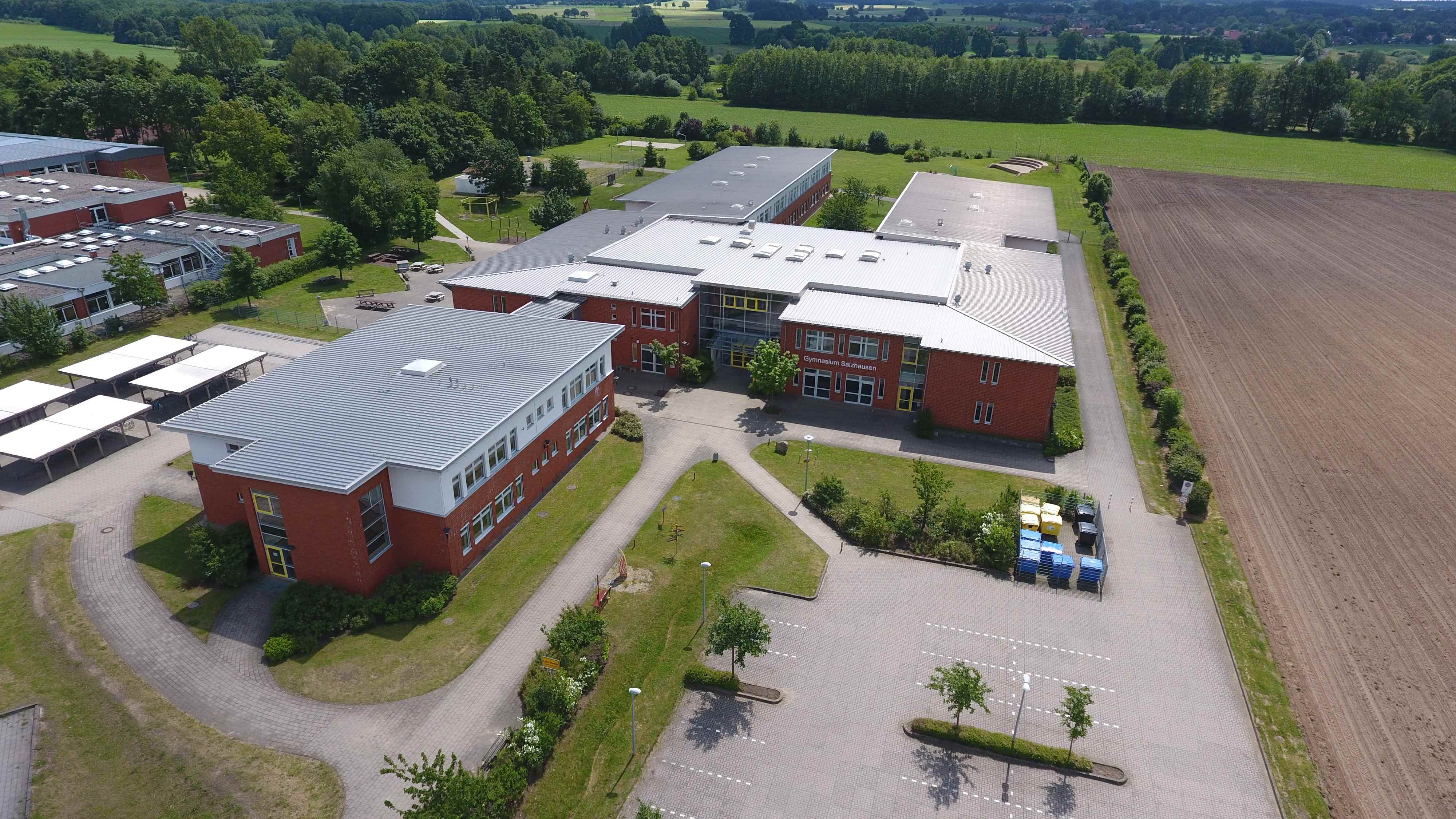
Gymnasium Salzhausen von oben mit dem ersten Anbau vorne links

Das erste Abitur wurde 2007 an der Schule abgelegt. Im gleichen Jahr wurde das Gymnasium Salzhausen Ausbildungsschule für das Studienseminar in Lüneburg.
Bereits vor Aufnahme des Schulbetriebs wurde im Juni 2002 der Schulförderkreis durch die Eltern der zukünftigen Schülerschaft gegründet.

## Fremdsprachen
Am Gymnasium Salzhausen werden die Fremdsprachen Englisch ab Klasse 5, Spanisch, Französisch und Latein ab Klasse 6 in Kursen unterrichtet und ab Klasse 7 werden die Schüler in fremdsprachenbezogene Klassen aufgeteilt. Latein kann man zudem noch in Jahrgang 11 dazuwählen. Russisch wird als 3. Fremdsprache von Klasse 8 bis Klasse 10 als freiwilliges Wahlfach angeboten.

## Austauschprogramme
Das Gymnasium Salzhausen pflegt Partnerschaften mit folgenden Schulen im Ausland:
- Collège Sonia Delaunay, Villefontaine bei Lyon, Frankreich[3]
- Petrischule, Sankt Petersburg, Russland[4]

In der Regel findet alle ein bis zwei Jahre eine Austauschfahrt oder ein Gegenbesuch mit Schülergruppen statt.

## Besondere Angebote
Die Schule verfügt u. a. über folgende besondere Angebote:
- Informatik ab Klasse 11 und als 5. Abiturprüfungsfach
- Darstellendes Spiel ab Klasse 11 alternativ zu Kunst oder Musik
- Werte-und-Normen als Abiturprüfungsfach
- Russisch als 3. Fremdsprache ab Klasse 8
- Chorklasse
- Förderunterricht ab Klasse 6 durch ausgewählte und besonders vorbereitete Schüler
- Hausaufgabenbetreuung
- Schulbuslotsenausbildung und -einsatz in Zusammenarbeit mit der Polizei[6]

## Soziales Engagement
Schüler des Gymnasiums Salzhausen engagieren sich sowohl innerschulisch als auch außerschulisch. Zu den Programmen gehören:
- Schule ohne Rassismus – Schule mit Courage
- Umweltschule in Europa
- Schulsanitätsdienst[7]
- Patenschaft für das Waisenheim Watotu Weto in Tansania[8]

## Schulleiter
- 2002–2019 Norbert Stüven
- 2019 Jens Peter (kommissarisch)
- seit 2019 Dorit von Hoerschelmann